# Каналакион
Канала́кион (греч. Καναλλάκιον) — деревня в Греции, на равнине Фанарион, в долине реки Ахерон. Административный центр общины Парга в периферийной единице Превеза в периферии Эпир. Население 2513 человек по переписи 2011 года. Площадь 10,261 км².

## История
На противоположном берегу Ахерона, у деревни Кастрион находятся развалины древнего города Пандосия.
До 18 декабря 1920 года названием было Καναλάκιον, затем оно было изменено на Καναλλάκιον.

## Население
| Год  | Население, человек |
| ---- | ------------------ |
| 1991 | 2501               |
| 2001 | 2498               |
| 2011 | ↗ 2513             |